# تپه کور چشمه ۲
تپه کور چشمه ۲ مربوط به دوره سلجوقیان است و در شهرستان تاکستان، روستای کورچشمه واقع شده و این اثر در تاریخ ۲۵ اسفند ۱۳۷۹ با شمارهٔ ثبت ۳۲۰۶ به‌عنوان یکی از آثار ملی ایران به ثبت رسیده است.